# Tibouchina congestiflora
Tibouchina congestiflora är en tvåhjärtbladig växtart som beskrevs av Todzia. Tibouchina congestiflora ingår i släktet Tibouchina och familjen Melastomataceae. Inga underarter finns listade i Catalogue of Life.